# ناک‌آن‌اوپ‌سونگ
روستای فولک ناک‌آن‌اوپ‌سونگ (کره‌ای: 낙안읍성; هانجا: 樂安邑城) یک روستای تاریخی در ناگان میون، سون‌چون، استان جولا جنوبی، کره جنوبی است. این شهرِ دارای دیوار دفاعی که به خوبی حفظ شده، در دوران پادشاهی چوسان به عنوان مرکز اداری شهرستان عمل می‌کرد و به عنوان سایت تاریخی شماره ۳۰۲ ثبت شده است.